# Tapani Niku
Tapani Niku (n. 1 aprilie 1895, Haapavesi, Marele Principat al Finlandei, Imperiul Rus – d. 6 aprilie 1989, Lahti, Finlanda) a fost un schior de fond ce a reprezentat Finlanda, medaliat olimpic. A participat la o ediție a Jocurilor Olimpice (1924) în care a câștigat o medalie de bronz.

## Participări
Lista de mai jos prezintă principalele competiții la care a participat Tapani Niku de-a lungul carierei.
- Schi fond la Jocurile Olimpice de iarnă din 1924 - 18 km